# Amóghasziddhi
A vadzsrajána buddhizmusban Amóghasziddhi (kínaiul 成就如來 Chengjiu Rulai, japánul 不空成就如来 Fukúdzsódzsu nyorai, tibetiül Dön yö drub pa, vietnámiul Thành Tựu Như Lai) egyike az öt bölcsességbuddhának, és a buddhista út eredményével valamint az irigység mérgének megsemmisítésével hozzák összefüggésbe. Nevének jelentése: "Kinek teljesítménye nem hiábavaló."
Hitvese Zöld Tárá (Tárá jelentése "Nemes megszabadító" vagy "Nemes csillag"), hátasai pedig a garudák (nagy mitikus madárszerű lények). A karma családba tartozik, melynek a dupla vadzsra/mennykő a családi szimbóluma.

## Jellemzői
Amóghasziddhivel kapcsolatba hozzák a fogalmi szkandhát (egy jelenség-halmaz, amibe az éntudat kapaszkodhat) vagy fogalmi elmét (ellentétben a fogalommentes vagy érzékelő elmével). A buddhista utak elősegítése érdekében megbékítí a gonoszságot; ezt fejezi ki szimbóluma, a Hold. A bátorság mudrájának gesztusával szimbolizálja ön- és követői bátorságát a mérgekkel vagy káprázatokkal szemben.
Műalkotásokban általában zöld színű és a széllel vagy levegővel társítják; évszaka a nyár, égi negyede pedig az északi égtáj.

## Lásd még
- Öt bölcsességbuddha
- Singon buddhizmus

## Külső hivatkozások
- Godai Nyorai - The Five Tathagata, Especially Important to Shingon Sect of Esoteric Buddhism in Japan
- - Fukuujojyu-Nyorai - Butuzou Museum